# Doc Alliance
„Doc Alliance“ – „Der New Deal für Dokumentarfilme“ ist eine Zusammenarbeit zwischen sieben großen europäischen Dokumentarfilmfestivals: CPH:DOX Kopenhagen (Dänemark), Doclisboa (Portugal), Docs Against Gravity FF (Polen), DOK Leipzig (Deutschland), FID Marseille (Frankreich), Internationales Dokumentarfilmfestival Jihlava (Tschechische Republik) und Visions du Réel Nyon (Schweiz).
Ziel der Doc Alliance ist es, das Dokumentar-Genre zu stimulieren und qualitativ kreative Dokumentationen zu fördern. Doc Alliance hat seinen Sitz in Prag und wurde 2008 gegründet. Es wird finanziell von Kreatives Europa, dem Tschechischen Filmfonds und dem Kulturministerium der Tschechischen Republik unterstützt.
DAFilms.com ist die Online-Distributionsplattform der Doc Alliance und beherbergt mehr als 1700 Filme; von historischen Filmen bis hin zu Retrospektiven führender Dokumentarfilmer. Die Datenbank enthält Filme von Filmemachern wie: Ulrich Seidl, Jørgen Leth (Neue Szenen von Amerika) und Chris Marker (Der Fall der grinsenden Katze).

## Doc Alliance Auswahl und Auszeichnung
Der Doc Alliance Award ist ein Preis für den besten europäischen Langdokumentarfilm mit besonderem Schwerpunkt auf kreativen Dokumentarfilmen und außergewöhnlichen Talenten. Jedes teilnehmende Festival nominiert ihren Film für die Teilnahme am Wettbewerb. Seit 2015 findet die Preisverleihung beim Locarno Festival statt.

### 2015
- Homeland (Iraq Year Zero) – Regie: Abbas Fahdel –  Gewinner DAS Award 2015[2][3]

- Walking Under Water – Regie: Eliza Kubarska
- Stranded in Canton – Regie: Måns Månsson
- Illusion – Regie: Sofia Marques
- I Am the People – Regie: Anna Roussillon
- Haunted – Regie: Liwaa Yazji
- All Things Ablaze – Regie: Oleksandr Techynskyi, Aleksey Solodunov, Dmitry Stoykov

### 2016
- Gulîstan, Land of Roses – Regie: Zaynê Akyol –  Gewinner DAS Award 2016[4]
- Jarocin – The Rise of Freedom – Regie: Lech Gnoinski, Marek Gajczak
- Fragment 53 – Regie: Carlo Gabriele Tribbioli
- Maybe Desert, Perhaps Universe – Regie: Miguel Seabra Lopes, Karen Akerman
- Steam on the River – Regie: Filip Remunda, Robert Kirchhoff
- Maestà, the Passion of Christ – Regie: Andy Guérif
- Train to Adulthood – Regie: Klára Trencsényi

### 2017
- Taste of Cement – Regie: Ziad Kalthoum –  Gewinner DAS Award 2017[5]

- 95 and 6 to Go – Regie: Kimi Takesue
- Convictions – Regie: Tatyana Chistova
- Childhood – Regie: Margreth Olin
- Spectres Are Haunting Europe – Regie: Maria Kourkouta, Niki Giannari
- Those Shocking Shaking Days – Regie: Selma Doborac
- When Will This Wind Stop – Regie: Aniela Astrid Gabryel

### 2018
- Srbenka – Regie: Nebojša Slijepčević –  Gewinner DAS Award 2018[6]

- Doel – Regie: Frederik Sølberg
- Granny Project – Regie: Bálint Révész
- The Limits of Work – Regie: Apolena Rychlíková
- Inside – Regie: Camila Rodríguez Triana
- Instant Dreams – Regie: Willem Baptist
- Southern Belle – Regie: Nicolas Peduzzi